# Snow Patrol
Snow Patrol és un grup de música d'Irlanda del Nord, format l'any 1994. El grup el formen quatre músics nord-irlandesos —Gary Lightbody (veu, guitarra, bateria), Nathan Connolly (guitarra, veu), i Johnny McDaid (baix, piano, guitarra, veu)— i un músic escocès.
Inicialment el grup era una banda d'indie rock, però els seus tres primers discos (l'EP de 1997 Starfighter Pilot i els àlbums d'estudi Songs for Polarbears i When It's All Over We Still Have to Clear Up, de 1998 i 2001, respectivament), publicats pels segells independents Electric Honey i Jeepster, no gaudiren d'èxit, i la banda va signar un contracte amb la discogràfica Polydor l'any 2002.
La banda saltà a la fama l'any 2003, amb el primer disc que publicaren amb Polydor, titulat Final Straw. D'aquest disces vengueren més de 3 milions de còpies, i la banda fou distingida amb 5 discos de platí al Regne Unit. L'any 2006 publicaren el disc Eyes Open, que incloia el single Chasing Cars, el qual els va catapultar a la fama internacional. El disc va ocupar els primers llocs de les llistes d'èxits del Regne Unit i fou el disc britànic més venut de l'any, amb més de 6 milions de còpies comercialitzades arreu del món. L'any 2008 la banda va publicar el seu cinquè disc, A Hundred Million Suns, i l'any següent van publicar el primer àlbum recopilatori, titulat Up to Now. El seu sisè disc es publicà l'any 2011, amb el títol Fallen Empires.
Al llarg de la seva trajectòria, la banda ha estat distingida amb set premis Meteor Ireland Music, i ha estat nominada a sis Premis Brit. Des de la publicació de Final Straw, el grup ha venut més de 12 milions de discos arreu del món.

## Història

### Inicis (1994-1997)

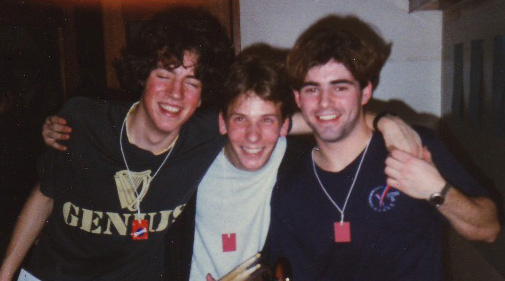
Snow Patrol va sorgir l'any 1994 d'una banda anomenada Polar Bear, i els components inicials foren Gary Lightbody, Michael Morrison i Mark McClelland.

Tres estudiants de la Universitat de Dundee, Gary Lightbody, Michael Morrison i Mark McClelland van formar una banda anomenada Shrug l'any 1994. El grup va començar a fer concerts a la universitat i pubs veïns, com el Lucifer's Mill, i el seu primer EP es va titular Yoghurt vs Yoghurt debate. L'any 1995, el grup va canviar de nom i es va passar a dir Polar Bear (o Polarbear) per evitar problemes amb altres bandes dels Estats Units que també es deien Shrug. Poc després, Micke Morrison (el bateria) va deixar el grup arran d'una crisi nerviosa que el feu tornar a Irlanda del Nord. A mitjan 1997, Polar Bear va publicar un EP de tres cançons, titulat Starfighter Pilot, de la mà de la discogràfica Electric Honey. Arran d'un conflicte amb una banda dels Estats Units també anomenada Polar Bear, el grup va canviar el nom a Snow Patrol. Aquest conflicte fou tret a la llum per Eric Avery, l'ex-baixista de Jane’s Addiction. Fou llavors quan Jonny Quinn, d'Irlanda del Nord, va unir-se al grup com a bateria.
Aquell mateix any, Snow Patrol va signar un contracte amb la discogràfica Jeepster Records. Aquesta discogràfica també havia publicat obra de Belle & Sebastian, i tenia la intenció de treballar amb Snow Patrol de la mateixa manera, sense grans promocions i fomentant el boca-orella. La banda estava satisfeta amb aquest contracte, ja que el treball amb una discogràfica independent els proporcionava més independència que una discogràfica tradicional. En aquell moment van manifestar que creien que des de Jeepster no s'esperaria que tinguessin una ètica de treball estricta o que s'esforcessin excessivament en la promoció de les seves creacions.

### Primeres publicacions: lluita per l'èxit i temps d'incertesa (1998-2001)
El disc de debut del grup es va titular Songs for Polarbears, i es va publicar l'any 1998, després que el grup es traslladés a Glasgow, on Lightbody treballava al Nice n Sleazy's Bar de Sauchiehall Street. El disc fou un èxit a nivell de crítica, però no tingué cap impacte comercial. Aquell mateix any, la banda va estar a punt de participar en un anunci de distribució internacional per Philips, però al final es va preferir una banda anomenada Gomez. L'any 1999, la revista irlandesa Hot Press va distingir la banda amb el premi Phil Lynott a la millor banda novell. L'any 2001, quan encara estaven a Glasgow, la banda va publicar el disc When It's All Over We Still Have to Clear Up, que com el seu predecessor, fou lloat per la crítica, però tampoc tingué bons resultats comercials.
El grup va començar a incrementar el ritme de concerts, arribant al punt de dormir a pisos de fans després de concerts i a fer-se passar per membres de Belle & Sebastian per entrar a discoteques. També devien el lloguer del seu pis, i sovien rebre cartes reclamant-los el deute quan estaven de gira. Després del fracàs comercial del segon disc, el grup es va adonar que l'actitud relaxada de la discogràfica pel que feia a la gestió i la promoció dels discos —particularitats que inicialment la banda havia valorat positivament— els resultaven perjudicials. En aquell moment, el mànager del grup era Danny McIntosh, algú a qui Lightbody va descriure com "l'home més rabiós dep pop: un gran, gran home". Lightbody va manifestar que McIntosh s'estimava la banda "amb cada àtom del seu cos", i que mai va estar enfadat amb ells, sinó que en bona part la banda es va mantenir unida gràcies a ell. McIntosh tenia una furgoneta daurada amb la qual la banda solia viatjar quan estava de gira.
Jeepster va trencar el contracte amb Snow Patrol l'any 2001, una decisió força criticada per la revista Hot Press, que la va qualificar d'eixelebrada. El juliol del mateix any, diverses grans discogràfiques van mostrar interès per Snow Patrol, però la banda tenia problemes econòmics i no tenien cap acord per publicar un disc. De fet, Lightbody va vendre bona part de la seva col·lecció de discos per disposar d'efectiu i mantenir la banda. Lightbody recorda aquella època com un període miserable, però confiava a signar un nou contracte discogràfic relativament aviat. Tanmateix, l'escena musical al Regne Unit havia girat la mirada cap a les bandes dels Estats Units, i se signaven pocs contractes a bandes locals. La banda es va dedicar a compondre cançons, i Lighbody, per avorriment, va fundar The Reindeer Section una súperbanda (grup de música format per membres destacats d'altres bandes) i va crear una discogràfica per publicar els enregistraments del grup. Jonny Quinn va dir que malgrat que els temps eren difícils per tots —excepte en Nathan Conolly—, mai es va parlar de trencar la banda. El moment més baix del grup va tenir lloc quan van fer un concert per a 18 persones en un conegut club de Strip tease de High Wycombe, en un reservat on s'hagueren de traure les barres de ball per tal que el grup tingués prou espai, una situació sobre la qual Gary Lightbody feu broma durant un concert amb entrades exhaurides a l'estadi de Wembley. De totes maneres, Quinn qualificà l'esdeveniment d'horrible. Desesperats per tenir una mica d'atenció mediàtica, la banda va aplegar 200 lliures esterlines per nominar-se als premis Mercury, però no foren no preseleccionats. De totes maneres, durant aquesta època el grup va compondre Run (la qual ja havien començat a treballar l'any 2000) en una habitació amb una guitarra acústica, un tema que va esdevenir el single que va catapultar el grup.

### Final Straw: canvi de discogràfica i èxit al Regne Unit (2002-2005)

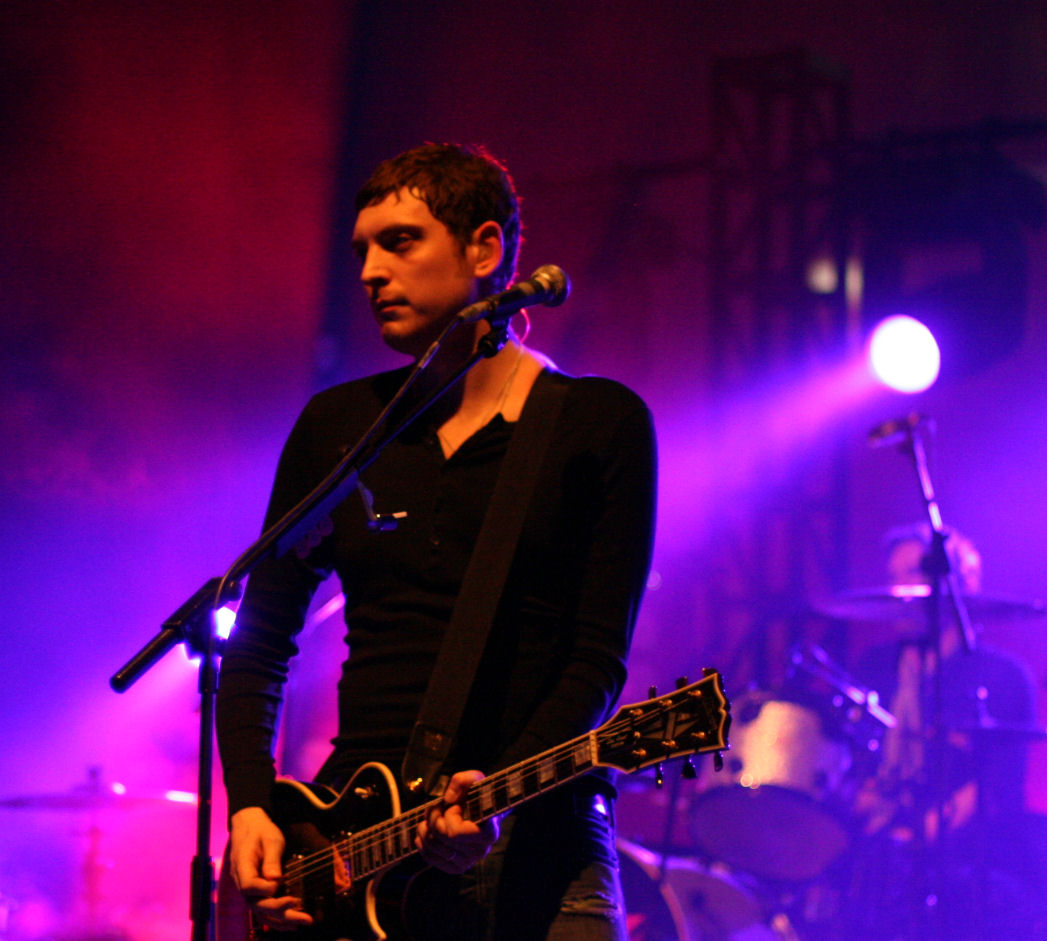
Nathan Connolly va afegir-se al grup l'any 2002.

Jazz Summers, de Big Life, va passar a ser el representant de la banda l'any 2002. D'altra banda, el guitarrista Nathan Connolly, abans membre de File Under Easy Listening (F.U.E.L.) estava treballant a Belfast, i fou presentat a la banda a través d'un amic en comú. La primavera d'aquell mateix any, Connolly es va traslladar a Glasgow per unir-se a la banda.
Mentre Lightbody i McCelland estudiaven a la Universitat de Dundee, i entraren en l'òrbita de Richard Smernicki a través del seu germà, Paul Smernicki. Richard va acabar els estudis l'any 1996, dos anys abans que Lightbody i McCelland, i va esdevenir el representant del repertori i els artistes escocesos de la discogràfica Polydor. El seu germà Paul va esdevenir el gestor de premsa i d'artistes de Polydor, i el gestor de la discogràfica Fiction.
Posteriorment, Jim Chancellor —un representant d'artistes i repertori de Fiction— i Alex Close, un caçatalents, van contactar amb la banda a Glasgow per escoltar les seves maquetes i valorar la qualitat de les seves cançons. Se'ls oferí un contracte, però el grup va estar considerant el seu futur durant uns mesos fins que es decidiren a signar un nou contracte discogràfic. El rol de Summers en el tancament del contracte fou molt destacat.
Chancellor va presentar la banda a Jacknife Lee, un productor que tot i haver estat guitarrista en una banda de punk rock dels anys 90 anomenada Compulsion, no tenia experiència en producció de rock, sinó que era conegut pels seus treballs amb Basement Jaxx i Eminem.
Final Straw es va publicar el 4 d'agost de 2003 de la mà de Back Lion, subsidiària de Polydor Records. La seva música recordava els dos primers discs de la banda, i no es feu cap intent per fer que el so del grup fos més radio-friendly. De totes maneres, el disc i el single Run (que va debutar al cinquè lloc de les llistes d'èxits del Regne Unit) van donar a la banda un primer tast d'èxit generalitzat, ja que el disc va arribar al tercer lloc de les listes de vendes del Regne Unit. L'èxit de Run es va acompanyar amb tres singles més, Chocolate, Spitting Games i How to Be Dead, situant-se els dos primers entre els 30 millors llocs de les llistes d'èxits i el darrer situant-se en 39a posició.
Als Estats Units es vengueren més de 250.000 còpies de Final Straw, i el disc va ser el 26è album més popular del Regne Unit l'any 2004. L'any següent, la banda va anar de gira amb U2, essent els teloners del Vertigo Tour a Europa, i aquell estiu també van participar en el concert benèfic Live 8 celebrat a Londres. Un cop finalitzada la gira de Final Straw, que s'allargà durant dos anys, la banda es prengué un descans i va començar a treballar en un nou disc. El 10 de desembre de 2005 publicaren una versió de la cançó Isolation, de John Lennon com a part de la campanya d'Amnistia Internacional Make Some Noise. La cançó també fou inclosa en un disc d'homenatge a John Lennon, titulat Instant Karma: The Amnesty International Campaign to Save Darfur.

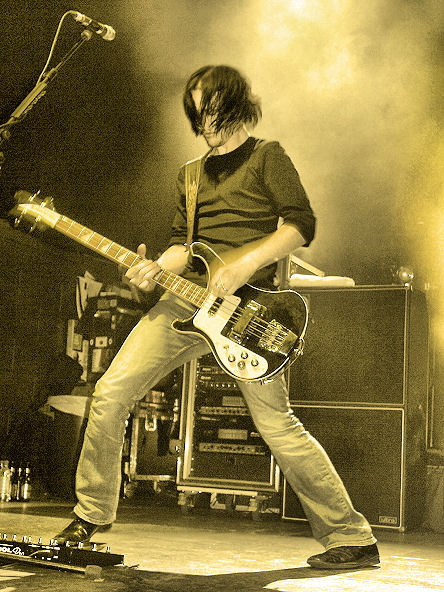
Paul Wilson va substituir el baixista Mark McClelland el març de 2005.

El 16 de març de 2005, Mark McCelland va deixar la banda arran de dificultats en les relacions entre els seus membres, i a finals d'aquell mateix mes es va anunciar que Paul Wilson, ex-membre de Terra Diablo, substituiria McCelland, i també es feu públic que Tom Simpson, teclista que havia acompanyat a la banda en nombrosos concerts i gires, havia passat a ser membre del grup.

### Eyes Open: èxit internacional (2006–2007)
El grup va acabar d'enregistrar Eyes Open el desembre de 2005, amb Jacknife Lee a la producció. El disc es va publicar el 28 d'abril a Irlanda, l'u de maig al Regne Unit —per bé que el primer single ("You're All I Have") es va presentar al Regne Unit el 24 d'abril—, i el 9 de maig als Estats Units. Per bé que "Hands Open" era el primer single triat per presentar als Estats Units, "Chasing Cars" es va fer un lloc a les llistes d'èxits gràcies al fet de ser la banda sonora d'una escena de gran càrrega emotiva al darrer capítol de la segona temporada d'Anatomia de Grey, emès el 15 de maig d'aquell any. Arran de la popularitat sobtada que va prendre la cançó, a principis de juny es va presentar com a single i es va enregistrar un videoclip. La cançó fou nominada al Grammy al millor single d'aquell any.
El grup es va veure obligat a reprogramar bona part de la gira quan Lightbody fou diagnosticat amb pòlips a les cordes vocals, que no es curaren després d'haver suspès tres actuacions. La part americana de la gira es va veure força afectada, ja que la banda va haver de suspendre dos actuacions en festivals a la costa oest arran d'amenaces terroristes a vols als Estats Units des del Regne Unit, que provocaren que mitja banda es trobés als Estats Units mentre l'altra meitat estava atrapada a Londres. Posteriorment, la banda va haver de suspendre concerts a Alemanya i França arran d'una lesió de Paul Wilson, el baixista, a l'espatlla i braç esquerre.
El 26 de novembre de 2006, Eyes Open va esdevenir el disc més venut al Regne Unit, superant el líder fins al moment, Whatever People Say I Am, That's What I'm Not, dels Arctic Monkeys. A més, malgrat les bones vendes de l'àlbum de retorn de Take That, titulat Beautiful World, Eyes Open va ser el disc més venut al Regne Unit l'any 2006, aplegant 1,6 milions de vendes. Als Estats Units va vendre més d'un milió de còpies, essent distingit amb el disc de platí i mantenint-se al primer quart de la llista Billboard 200 durant més de quinze setmanes, gràcies a la popularitat de "Chasing Cars". A Austràlia, el disc estava a les primeres posicions de les llistes d'èxits fins i tot vuit mesos després de la seva publicació, i a Irlanda aquest és un dels discs més venits de tots els temps. A més, aquest disc i les seves cançons són un dels que han aplegat més descàrregues a través de l'ITunes Store.
L'any 2007, "Chasing Cars" fou nominat al Grammy a la millor cançó de rock, i als Brit Awards del mateix any la cançó fou nominada al premi al millor single. L'u de setembre del mateix any, la banda va celebrar un mini-festival a Bangor, la ciutat natal de Lightbody i Jonny Quinn, davant d'unes 30.000 persones.

### A Hundred Million Suns: èxit continuat (2008–2009)
Gary Lightbody va manifestar que els treballs per enregistrar el disc posterior a Eyes Open van començar la tardor de 2006, amb Jacknife Lee altre cop a la producció. Des de llavors, la banda va manifestar el seu desig de prendre's un any de descans després de les gires de Final Straw i Eyes Open, i tenien intenció de reaparèixer a finals de 2008 amb el seu proper disc. Lightbody també estava treballant en la publicació d'un disc com a part d'un projecte en solitari anomenat "Listen… Tanks!", sense data de presentació confirmada.

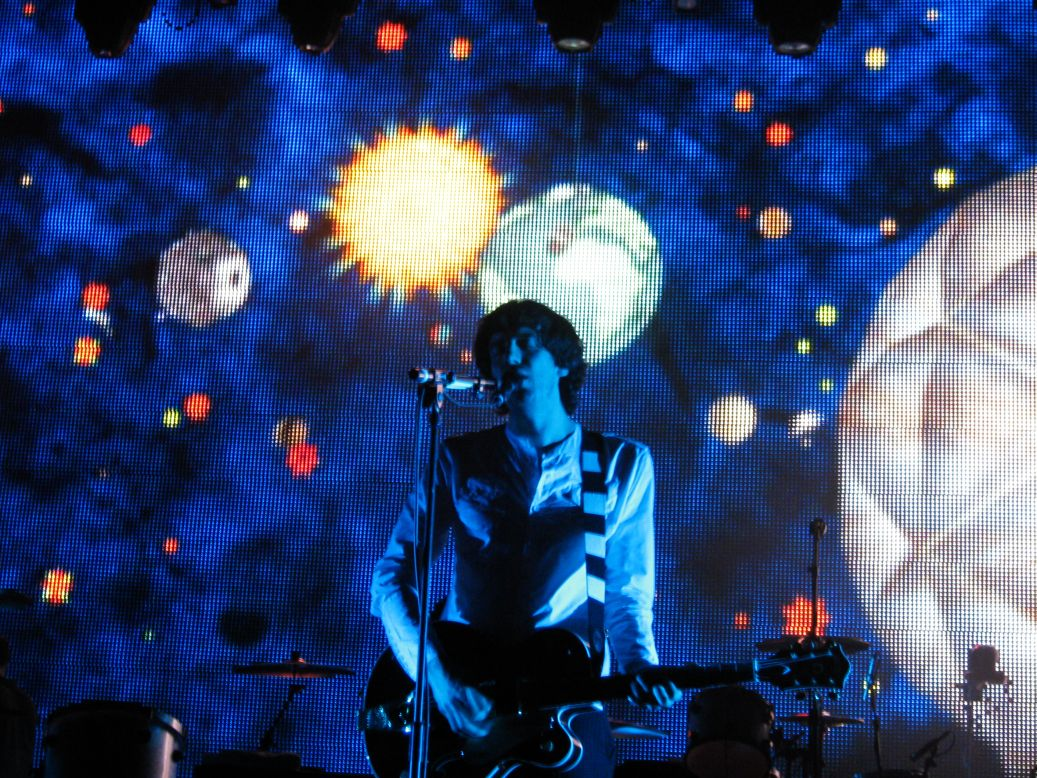
Snow Patrol performing "The Lightning Strike" l'any 2009

Segons un article publicat el 23 de maig de 2008 a la pàgina web oficial de la banda, els treballs d'enregistrament del proper disc ja estaven en marxa des del 19 de maig. El nou disc, titulat A Hundred Million Suns, es va publicar el 24 d'octubre del mateix any a Irlanda, i tres dies després al Regne Unit i als Estats Units. El primer single fou la cançó "Take Back the City", i es va presentar a Irlanda el 10 d'octubre. Pel que fa al videoclip, aquest es va enregistrar a Londres l'11 d'agost del mateix any, sota la direcció d'Alex Courtes.
La gira d'aquest disc, anomenada "Taking Back the Cities Tour" va començar el 26 d'octubre de 2008. El darrer concert de la gira al Regne Unit i Irlanda tingué lloc a Belfast, davant unes 9.000 persones. El grup va actuar davant un total aproximat de 200.000 fans durant aquesta gira.

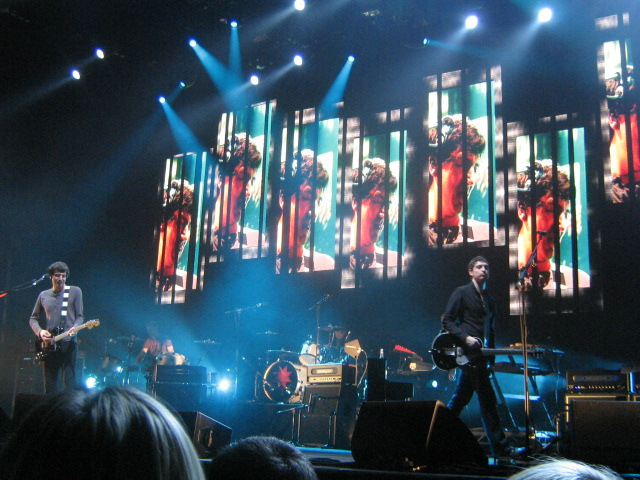
Snow Patrol en concert el març de 2009

Després, la banda va viatjar a Sud-àfrica per actuar dos cops al Coca-Cola Zero Festival com a teloners d'Oasis, abans de començar la seva gira europea. Durant el juny de 2009 foren els teloners de la gira Viva la Vida de Coldplay, i els mesos de juliol i agost acompanyaren U2 a la gira 360° Tour.
El 9 de novembre del mateix any, la banda va publicar un disc recopilatori amb una selecció de cançons dels 15 anys d'història del grup, titulat Up to Now. Es tracta d'un disc doble, amb 30 cançons, de les quals tres eren inèdites i d'altres eren rareses, verions i temes de The Reindeer Section. La cançó "Just Say Yes", composta per Lighbody i anteriorment enregistrada per Nicole Scherzinger (Pussycat Dolls) i Diana Vickers (The X Factor), va ser el primer single del disc i es presentà el 2 de novembre. En aquella època, la banda també es proposà de fer un documental de la seva gira en un futur, similar al que feren U2 a Rattle and Hum.
El desembre de 2009 es va anunciar que "Chasing Cars" era la cançó més reproduïda al Regne Unit de la dècada. El gener de l'any següent, el grup fou nominat als premis Meteor en tres categories, i també participaren en l'entrega de premis, que tingué lloc el 19 de febrer a l'RDS Arena.

### Fallen Empires: canvis al so (2010–2012)
Snow Patrol va iniciar una nova etapa amb la publicació del seu sisè disc. El grup va prendre una nova direcció musical, i Connolly va demanar als fans que fossin oberts de mires al respecte.
El 12 de gener de 2011, Lightbody va publicar un post al seu blog tot proporcionant detalls sobre el progrés del disc, i el 21 de juliol del mateix any el single "Called Out in the Dark" es va estrenar en un programa de ràdio a la BBC Radio 1. Segons fonts oficials, s'havia previst que el single es publiqués independentment i com a part d'un EP, i es va anunciar que es presentaria al Regne Unit el 4 de setembre. El 3 d'agost es van presentar més detalls, la portada i la llista de cançons de l'EP a la pàgina web del grup. A més del single, el disc incloia tres cançons noves, titulades "My Brothers", "I'm ready" i "Fallen Empires". A més, es va anunciar que l'EP es limitaria a una publicació digital específica pel Regne Unit i Irlanda.
Poc després de la presentació del single, a la pàgina web del grup es va anunciar que el disc es titularia Fallen Empires. El disc es va publicar el 14 de novembre d'aquell any al Regne Unit. El cantant i compositor Johnny McDaid es va afegir a la banda durant l'enregistrament del disc.
El segln single del disc fou la canço "This Isn't Everything You Are", presentada el dia abans de la publicació del disc.

### Greatest Hits(2013–present)
El 14 de maig de 2013, el grup va presentar una compilació titulada Greatest Hits. La versió single de la cançó "The Lightning Strike (What If This Storm Ends?)" fou utilitzada per al trailer de la pel·lícula Epic, i s'estrenà en la presentació d'aquest recopilatori.
Snow Patrol van ser els caps de cartell del festival Tennent's Vital d'aquell any, i van realitzar una actuació prèvia al festival a Londres. Després de l'actuació al festival Tennent's Vital, el grup va anunciar que Simpson deixava la banda, i que aquest concert va ser el seu darrer amb el grup.
El 19 d'agost, el projecte paral·lel de Lightbody —el grup anomenat Tired Pony— va presentar el seu segon disc, titulat The Ghost of the Mountain, i "All Things All at Once" va ser-ne el primer single.

### Setè disc d'estudi (2014)
Per l'any 2014 s'espera la publicació del següent disc del grup. Lightbody va declarar que havia patit un cert "bloqueig de l'escriptor", i que havia reescrit les cançons del nou disc amb nou material.

## Membres del grup
| Membres actuals - Gary Lightbody – veu principal, guitarra rítmica (1994–present); bateria, percussió (2023–present) - Johnny McDaid – baix (2023–present); piano, guitarra, acompanyament vocal (2011–present; instrumentista durant les gires 2007–2011) - Nathan Connolly – guitarra, acompanyament vocal (2002–present) Membres anteriors - Tom Simpson – teclats, sampler (2005–2013; instrumentista durant les gires 1997–2005) - Mark McClelland – baix (1994–2005) - Jonny Quinn – bateria, percussió (1997–2023) - Paul Wilson – baix, acompanyament vocal (2005–2023) - Michael Morrison – bateria (1994–1996) | Instrumentistes durant les gires - Richard Colburn – teclats, bateria, guitarres, percussió (1996–1997, 2008–present) - Iain Archer – guitarra, acompanyament vocal, compositor col·laborador (2001–2003), guitarra, acompanyament vocal (2004–present) - Ben Dumville – trompeta (2001–present) - Colm MacAthlaoich – trompeta (2001–present) - Miriam Kaufmann – acompanyament vocal (2006–2007, 2008–present) - Lisa Hannigan – acompanyament vocal (2007) - Graham Hopkins – bateria, percussió (febrer 2007) - Troy Stewart – guitarra (2008–present) |

Cronograma
Unable to compile EasyTimeline input:

Timeline generation failed: 2 errors found

Line 8:  id:Vocals value:gray(0.5) legend:veu, guitarra

- Invalid attribute 'guitarra' ignored.

```
 Specify attributes as 'name:value' pairs.

```

Line 13:  id:Piano value:purple legend:piano, guitarra

- Invalid attribute 'guitarra' ignored.

```
 Specify attributes as 'name:value' pairs.

```

### Influència
L'èxit de Snow Patrol ha influenciat positivament l'escena musical de Belfast. La proximitat de la banda amb grups locals, en part gràcies a la fundació de Polar Music i a la participació de Lightbody del centre musical Oh Yeah, han resultat en l'optimisme de l'escena musical local.

### Reconeixement
Músics com Bono (U2), Michael Stipe (R.E.M.) o Nikki Sixx (Mötley Crüe) han expressat la seva admiració per Snow Patrol. A més, Terri Hooley, fundador de la discogràfica Good Vibrations i un gran admirador de la música nord-irlandesa, ha expressat el seu orgull per bandes com Snow Patrol.

### Filantropia
El 25 de novembre de 2007, Snow Patrol va dur a terme un concert acústic per recaptar fons per Mencap, en una petita capella a Islington. Foren una de les principals bandes que van participar del projecte, anomenat "Little Noise Sessions", programat per Jo Whiley.
El 2009, Gary Lightbody i Nathan Connolly van donar plectres i certificats d'autenticitat perquè fossin subhastats per eBay a favor del projecte Music Beats Mines, dirigit a netejar els camps de mines de les zones que havien patit conflictes bèl·lics.

### Altres activitats
Snow Patrol van funda Polar Music, una discogràfica que funciona a través de Kobalt Music. Aquesta iniciativa és independent del contracte discogràfic que la banda té amb Universal Music Group, i Polar Music contracta als artistes sigui quin sigui el gènere que interpreten, tal com va afirmar el bateria, Jonny Quinn: "no tenim agenda: si és prou bo i hi creiem al 110%, el contractem". El primer contracte de la companyia va ser precisament Johnny McDaid, que prèviament formava part de la banda nord-irlandesa Vega4. Quinn va manifestar que la intenció és signar contractes amb artistes per a publicar un disc, ja que no tenen intenció de pressionar als artistes amb contractes extensos, de diversos anys de durada. Polar Music va entrar a les llistes d'èxits la primera setmana d'octubre de l'any 2009.
Gary Lightbody i Tom Simpson són seguidors del Dundee United Football Club, al qual van oferir ajuda financera l'any 2008. La banda també és propietària d'una participació en el pub Houndstooth de Nova York.

## Discografia
Discos d'estudi
- Songs for Polarbears (1998)
- When It's All Over We Still Have to Clear Up (2001)
- Final Straw (2003)
- Eyes Open (2006)
- A Hundred Million Suns (2008)
- Fallen Empires (2011)
- Wildness (2018)
- The Forest Is the Path (2024)

### Col·laboracions
Gary Lightbody és acreditat a una cançó titulada "The Last Time", del disc que Taylor Swift va publicar l'any 2012, titulat Red.
Snow Patrol van publicar el 22è disc de la sèrie Late Night Tales, de discos mesclats per artistes, a cura de Lightbody i Simpson. En aquest mateix disc, la banda va fer una versió de la cançó "New Sensation", de la banda INXS. Per la seva banda, Lightbody també ha manifestat la seva intenció de publicar cançons del seu projecte paral·lel (Listen… Tanks!), amb el productor de Snow Patrol (Jacknife Lee) i Tired Pony, una banda de música country.
La banda també va interpretar la cançó "Signal Fire" per a la banda sonora de Spiderman 3. La cançó va ser el primer single de la banda sonora, i també va aparèixer als crèdits de la pel·lícula.
L'any 2011, la banda va participar en un recopilatori titulat Johnny Boy Would Love This… A Tribute to John Martyn, interpretant una versió de la cançó "May You Never", publicada al disc Solid Air (1973).
L'any 2014, la cançó "I Won't Let You Go" es va incloure a la banda sonora de la pel·lícula Divergent.

## Premis
"Chasing Cars" va ser escollida com la cançó de la dècada al programa "The Song of the Decade" de Channel 4. El 30 de desembre de 2009, es va anunciar que "Chasing Cars" havia estat la cançó més escoltada de la dècada al Regne Unit.
El juny de 2010, la banda va rebre un premi Heritage, i es va instal·lar una placa al pub Duke of York de Belfast, on van celebrar el seu primer concert. Snow Patrol van ser el sisè grup en rebre aquest premi.